# Мамонтове дерево велетенське
Мамонтове дерево велетенське, або секвоядендрон велетенський (Sequoiadendron giganteum) — єдиний сучасний вид роду мамонтове дерево (Sequoiadendron), також відомий як «гігантська секвоя» та «велінгтонія». Є одним із найдовговічніших і найбільших дерев на Землі. Це однодомна вічнозелена рослина. Дорослі дерева досягають висоти до 100 метрів з діаметром стовбура 10-12 м. Найстаріше сучасне мамонтове дерево велетенське має вік 3200 років, встановлений за річними кільцями.

## Опис
Кора червоно-бурого забарвлення, з глибокими тріщинами, дуже товста — 60-70 см. Кора дерева дуже погано загоряється, що захищає рослину під час пожеж. Обвуглюючись, кора запобігає пошкодженню деревини. Крона правильна, пірамідальної форми. Хвоя дрібна. Має дуже багато декоративних форм: плакучу, карликову, блакитну, золотисту. Завдяки цьому вид широко використовують для монументальних контрастних композицій у лісопарковому будівництві. Крім того, має дуже цінну деревину. Вона легка і міцна, не гниє, добре піддається обробці.
Популяції мамонтового дерева були значно поширені в Північній Америці. Сьогодні його вважають реліктовим видом, що потребує охорони. Спосіб мікроклонального розмноження рослини є досить дорогим і наукомістким. Рослину дуже важко розмножити насіннєвим або вегетативним способами. Для насіннєвого розмноження необхідні специфічні умови, а живці важко вкорінюються.
Розмноження мамонтового дерева велетенського проблематично проходить у власному середовищі існування через те, що насіння успішно проростає при максимальній інсоляції та в багатих мінералами ґрунтах, вільних від конкуруючої рослинності. Навіть якщо насіння проросте у вологому хвойному перегної навесні, ці проростки гинуть у міру висихання лісової підстилки влітку.
Назву вид дістав через велетенські розміри і зовнішню схожість своїх величезних повислих гілок з бивнями мамонта. Цей вид був значно поширений у північній півкулі наприкінці крейдового періоду і в третинному періоді, зараз збереглося лише близько 30 гаїв, розташованих на західному схилі Сьєрра-Невади в Каліфорнії на висоті 1500—2000 м над рівнем моря.

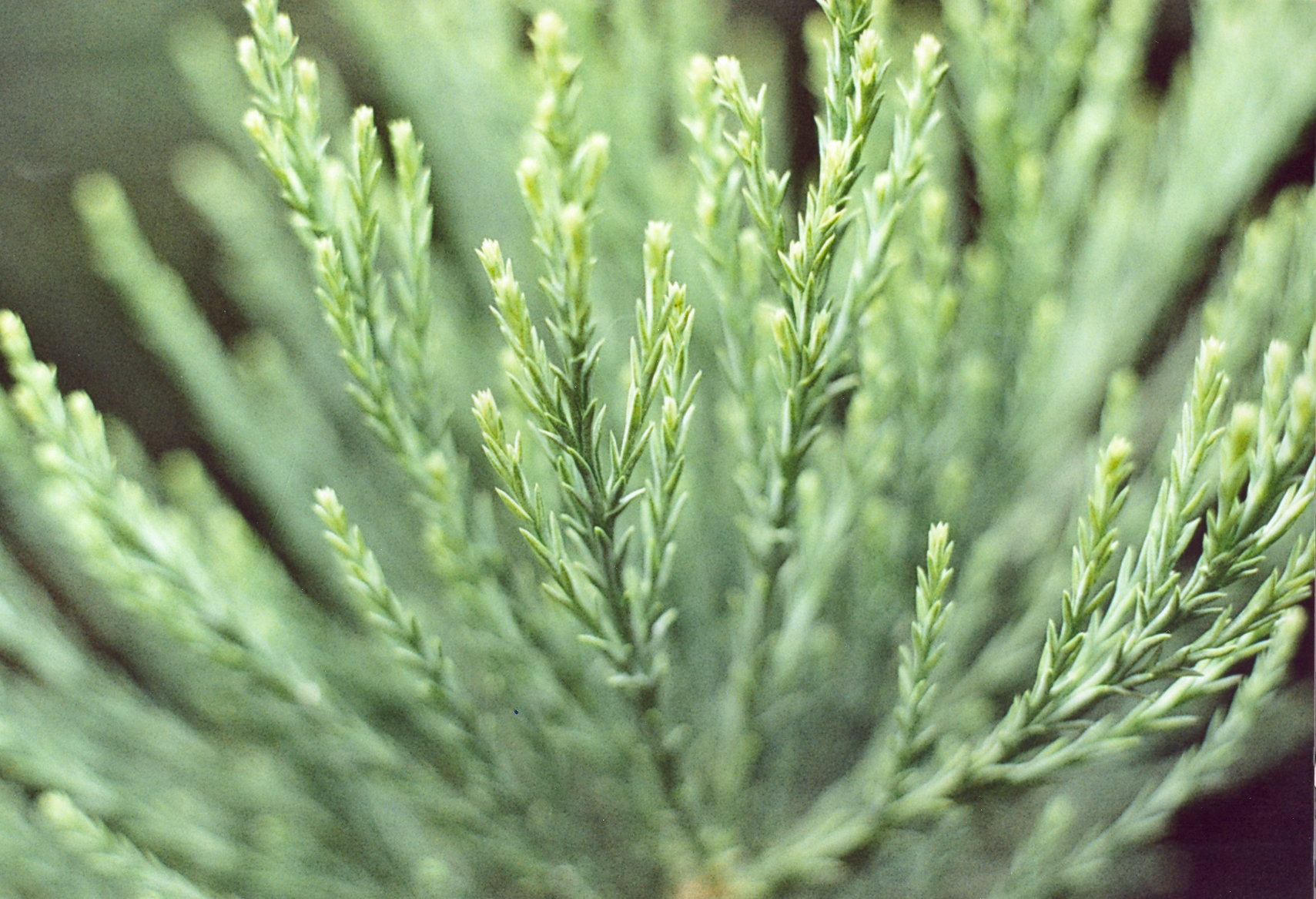
Листя мамонтового дерева велетенського

Наукову назву мамонтового дерева велетенського, описаного в 1853 році, змінювали кілька разів через бажання присвоїти дереву ім'я одного з великих людей того часу. Найбільші мамонтові дерева мають власні імена: «Батько лісів», «Генерал Шерман», «Генерал Грант» та інші. Латинську назву дерево дістало на честь творця алфавіту Черокі — індіанця на ім'я Секвоя.

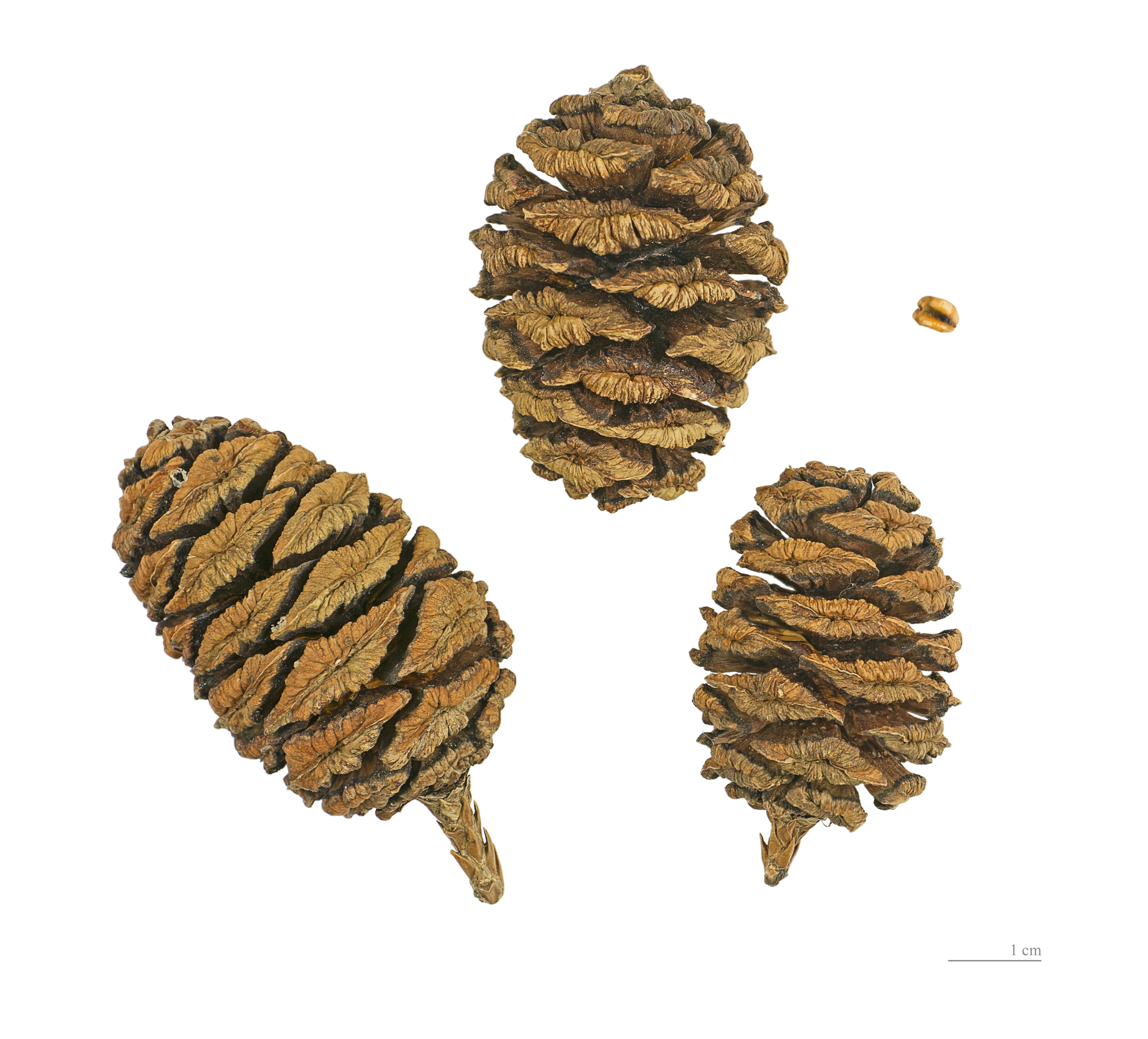
Шишки мамонтового дерева велетенського. Див. також: Порівняння шишок мамонтового дерева велетенського та сосни Ламберта, Сосна Ламберта

Мамонтове дерево як декоративну рослину розводять у багатьох країнах світу: південно-західній частині Європи, куди воно було завезене ще в середині XIX століття, а також у Південному Криму, Середній Азії, на Чорноморському узбережжі Кавказу, в Закарпатті.
Мамонтове дерево велетенське викарбуване на монеті номіналом 25 центів Каліфорнії.

## Поширення

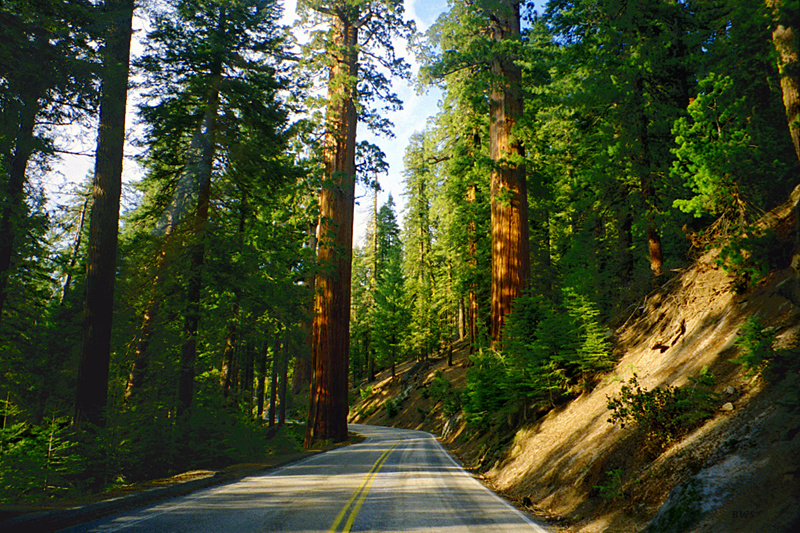
Державне шосе проходить між велетенськими секвоями в національному парку «Секвоя»

Велетенські секвої Західної Сьєрри-Невади, Каліфорнія. Трапляються в розрізнених гайових осередках, число яких налічує 68 гаїв, на площі лише 144 кв. км. Зазвичай у вигляді чистих деревостанів не трапляються. Площа гаїв варіюється від 12,4 кв. км 20 000 стиглими деревами до маленьких осередків з 6-ма рослинами.
Велетенська секвоя зазвичай зростає у вологому кліматі за умов сухого літа та сніжних зим. Більшість гаїв сформувалися на гранітно-залишкових та алювіальних ґрунтах. Висота над рівнем моря становить 1400-2000 м на півночі та 1700-2150 м на півдні. Експозиція схилів переважно південна у північних горах та північних схилах південних гір.
Висока репродуктивність не пов'язана зі збереженням поточної чисельності популяцій. Деякі гаї, наприклад, містять достатньо приросту для збереження щільності стиглих деревостанів у майбутньому. Однак з часів відкриття Америки ця щільність поступово зменшується.

### Історичні терени
У наш час головний ареал обмежений осередками в Каліфорнії, однак у доісторичні часи вид був поширений у Північній Америці та Євразії у складі хвойних лісів до моменту настання крайньої льодовикової ери. Старіші скам'янілі зразки, надійно ідентифіковані як гігантські секвої, були знайдені в відкладеннях крейдяної ери з багатьох місць у Північній Америці та Європі та навіть у Новій Зеландії та Австралії.

## Екологія
Гігантські секвої багато в чому пристосовані до лісових пожеж. Їхня кора надзвичайно вогнестійка, і їхні шишки, як правило, відкриваються одразу після пожежі. Гігантські секвої є піонерським видом і відчувають труднощі з розмноженням у своєму початковому середовищі існування (і дуже рідко розмножуються під час культивування) через те, що насіння здатне успішно рости лише на сонці та в багатих мінералами ґрунтах, вільних від конкуренції. Тому їм потрібні періодичні лісові пожежі, щоб очистити конкуруючу рослинність і гумус ґрунту, перш ніж відбудеться успішне відновлення. Вивірки, бурундуки, зяблики та горобці споживають щойно пророслі саджанці, перешкоджаючи їхньому росту.
Вогонь також приносить гаряче повітря високо в купол через конвекцію, яка, своєю чергою, висихає та відкриває шишки. Природні пожежі також можуть бути важливими для стримування мурах-теслярів. Крім вогню, деякі зоологічні чинники також сприяють вивільненню насіння гігантської секвої. Найважливішим з них є довгоносик (Phymatodes nitidus), який відкладає яйця на шишки, в які потім личинки свердлять дірки. Пошкоджені влітку жуками шишки повільно розкриваються протягом наступних кількох місяців. Іншим агентом є вивірка Дуґласа (Tamiasciurus douglasi), яка гризе м'ясисті зелені лусочки молодших шишок. Вивірки активні цілий рік, і частина насіння випадає та поширюється під час поїдання шишок.

## Мамонтове дерево велетенське в Україні
- м. Ужгород, ботанічний сад Ужгородського національного університету, вік дерева близько 100 років[14].
- Дендропарк в с. Березинка, Мукачівського району, Закарпатської області на території парку росте два дерева секвоядендрону.
- Дендропарк в с. Кам'яни́ця, Ужгородського району, Закарпатської області[15].
- м. Львів, на території Ботанічного саду ЛНУ: 49°50′01.1″N 24°01′51.6″E [Архівовано 25 серпня 2011 у WebCite], див. на Youtube [Архівовано 4 квітня 2016 у Wayback Machine.].
- м. Миколаїв, біля ДОЦ Дельфін[16]. Висаджено 07.06.2014.
- м. Миколаїв, на території зоопарку.
- смт. Нікіта, АР Крим, Нікітський ботанічний сад. Висаджено 1885 р.
- м. Одеса, на території військового госпіталю [Архівовано 4 квітня 2016 у Wayback Machine.].
- м. Ялта, Масандрівський парк: 44°30′18″N 34°11′15″E [Архівовано 25 серпня 2011 у WebCite] (засохле).
- м. Київ, на території наукової частини ботанічного саду ім. О. Фоміна[17].